# Fotogramas (revista)
Fotogramas (anteriormente Fotogramas & Video y Fotogramas & DVD) es una revista española de información y crítica cinematográfica con periodicidad mensual. Su primer número apareció el 15 de noviembre de 1946 de la mano del matrimonio formado por Antonio Nadal-Rodó y María Fernanda Gañán. Desde 2011 forma parte del conglomerado editorial Hearst Magazines que cuenta con publicaciones, entre otras, como Car & Driver, Diez minutos, ELLE, Quo, Esquire, Supertele o Teleprograma.
La versión normal (30 cm x 22,5 cm) cuesta 3,50 euros mientras que el precio de la versión de tamaño reducido (22 cm x 17 cm) es de 1,90 euros.

## Historia
Fotogramas fue fundada en la calle Tallers de Barcelona por Antonio Nadal-Rodó y María Fernanda Gañán el 15 de noviembre de 1946. Nadal-Rodó fue propietario del cine Maryland de Barcelona y redactor de crítica cinematográfica en El Correo Catalán y Radio Nacional de España profesión que abandonó cuando en 1939 pasó a convertirse jefe de publicidad de la Metro-Goldwyn-Mayer en su delegación en la ciudad Condal. 
De aparición quincenal y con un precio de cinco pesetas, el número 1 estuvo dedicado a la pareja formada por Myrna Loy y Don Ameche en relación con el estreno de la película Así es mi amor. Entre los primeros miembros del equipo se encontraban el crítico Horacio Sáenz Guerrero, quien después dirigiría La Vanguardia, el entrevistador y caricaturista Manuel del Arco Álvarez, Josep Palau o Jaime Arias, que sería subdirector de La Vanguardia.

### 1950
La publicación mantuvo su periodicidad quincenal hasta 1950, momento donde pasó a ser semanal. El mismo año aparecerá una de las secciones más conocidas de la publicación, el Consultorio de Mr. Belvedere, que inició Luis G. de Blain.
También en 1950 se crearon los premios de la revista, las Placas de San Juan Bosco (patrón del cine), cuyas estatuillas fueron esculpidas por Javier Corberó y José Luis Pascual. En su primera edición se reunieron figuras como Carmen Sevilla o Jesús Tordesillas, premiado por su interpretación del Padre Cifuentes en la película Pequeñeces dirigida por Juan de Orduña. Consolidados a lo largo de los años como unos de los premios importantes del cine español, entre la nómina de premiados figuran actores como Pablito Calvo, Alberto Closas, Charlton Heston, Marisol, Amparo Soler Leal, Mary Santpere, Paco Martínez Soria, José Luis López Vázquez, Fernando Fernán Gómez, Ana Torrent, Concha Velasco, José Sacristán, Carmen Maura, Victoria Abril, Verónica Forqué, Julieta Serrano, Fernando Rey, Paco Rabal, Ángela Molina, Javier Bardem, Javier Cámara, Belén Rueda, Paco León, Carmen Machi, Lola Herrera o Gabino Diego y directores como Alejandro Amenábar o Woody Allen. En los años 1960 se incorporaron nuevas categorías para premiados internacionales, interpretaciones televisivas y también teatrales. En 1970 se renombró con la actual denominación, premios Fotogramas de Plata, y en 1986 se instauró el premio honorífico cuya primera entrega fue para la actriz Rafaela Aparicio.

### 1960
En 1962 Elisenda Nadal, la hija de los fundadores ocupa el puesto de subdirectora y la revista empieza a marcar su estilo actual. Entre su plantel de colaboradores se encuentran nombres como los de Jorge Fiestas, Ricardo Muñoz Suay, Oriana Fallaci o Sheilah Graham, columnista estrella de Hollywood. La televisión, que ya empezaba a formar parte de los hogares españoles, contará con su propia sección en la revista. Entre las publicaciones de referencia de Elisenda Nadal se encuentran publicaciones como Interview, de Andy Warhol y After Dark.
Impulsada por la necesidad de conocer las tendencias cinematográficas de todo el globo, la ya directora de la publicación trae de cada uno de sus viajes ideas que incorporará en la revista que en 1968 pasará a costar 10 pesetas y adoptará el título Nuevo Fotogramas. En esa época escribirán periodistas como José Luis Guarner, que hará la crítica televisiva, Luis Gasca (Sadko) a cargo de la fotonovela y cómic, Enrique Vila-Matas, del cine más innovador, Terenci Moix con la serie Sólo para amantes de los mitos, o Rosa Montero entre otros.

### 1970
En los años 70 la revista cambia de ubicación para instalarse en La Rambla y entran en plantilla nombres como Perich, Joan de Sagarra (crítica teatral), Àngel Casas, o Lola Salvador. Aparecerán nuevas secciones como Snobismo, El Túnel del Tiempo o el Film-Trola. Fotogramas deja de hablar exclusivamente de cine para hacerlo también de tendencias, libros, música, y humor.
En 1975, la revista será secuestrada por un reportaje titulado Quién es quién en la censura española, y tendrá que luchar contra la censura por culpa de unas fotografías de Nadiuska desnuda y por unas imágenes de Ana Belén y Víctor Manuel en México con una bandera republicana.

### 1980
El 7 de mayo de 1980 la revista deja de publicarse sin previo aviso debido a sus bajas ventas una vez finalizada la fiebre del destape pero reaparecerá nueve meses después, el 11 de febrero de 1981, con el primer título Fotogramas y a partir de julio pasará a tener una periodicidad mensual con un coste de 85 pesetas.
La llegada del vídeo provoca que la cabecera pase a llamarse Fotogramas & Vídeo en el año 1983. A finales de esa misma década el grupo Hachette se hace con el paquete mayoritario de la revista, pero la adquisición no afectará a la estructura de los contenidos de la misma.
En 1981 entró en Fotogramas el escritor y crítico de cine Jorge de Cominges (1945-2023), de la que fue redactor jefe hasta marzo de 1996 con la aparición de la revista literaria Qué leer, de la que asumió la dirección.

### 1990
Las ventas de la revista alcanzarán su punto álgido en la década de los 90 con la venta de 150.000 ejemplares mensuales. 
En 1994 Televisión Española retransmite los premios de la revista, los Fotogramas de Plata, alcanzando 4,5 millones de espectadores.

### 2000
Al igual que ocurrió con el vídeo, en el año 2000 la revista lanza un suplemento donde explica las virtudes del DVD y sustituye la palabra vídeo por DVD en su cabecera (mayo de 2005). Ese mismo año inaugura el festival Fotogramas en corto, ideado por Jesús Ulled Nadal, uno de los hijos de Elisenda Nadal.
En 2007 Toni Ulled Nadal se convierte en el director de la publicación.
Desde 2011 la multinacional Hearst Magazines es la propietaria de la publicación.
En 2018 se procede al cierre de la redacción en Barcelona trasladándose a Madrid.

## Secciones

### La firma invitada
Artículo de una página donde personalidades vinculadas con el mundo del cine escriben sobre un tema de actualidad relacionado con la industria.

### Críticas
Sección donde colaboradores y redactores puntúan los estrenos del mes. Las calificaciones van de 1 a 5 estrellas sin unidades medias. Sus equivalencias son: * (Allá usted); ** (Se deja ver); *** (No lo lamentará), **** (No se la pierda) y ***** (Obra maestra). La película más destacada del mes suele ocupar una página completa con foto a gran tamaño.  Todas las críticas contienen un despiece donde los redactores comentan en una frase lo mejor y lo peor de la cinta así como el target adecuado para la misma. La sección contiene a su vez dos subsecciones: en la primera, titulada La polémica del mes, dos críticos plasman su opinión enfrentada sobre una misma película mientras que en la segunda, La opinión de nuestros críticos se puede observar en una tabla la puntuación que otorgan cada uno de los críticos de la revista a las películas en cartel.

### Cinefilia
Contiene varias subsecciones, la primera de ellas, Protagonista, se encarga de una breve entrevista a una de las estrellas que estrenan película el mes de publicación; Rostros en el punto de mira pretende dar a conocer a los artistas más destacados del momento; Preguntas sin respuesta, en la que se realizan una serie de preguntas que los espectadores pueden hacerse durante el devenir de las películas recientemente estrenadas; Fahrenheit 451 donde un termómetro mide a través de adjetivos las noticias más impactantes vinculadas con el mundo del cine, la televisión o la cultura en general; El diario de la redacción en la que se repasa a modo de agenda las noticias más curiosas acontecidas a nivel internacional y nacional en el mundo del cine y cómo éstas afectan al devenir de la Redacción; Qué película la de aquel rodaje, donde un actor cuenta anécdotas sobre alguna película en la que haya intervenido; Parecidos razonables, donde los lectores envían imágenes de las semejanzas físicas entre actores y famosos de otros sectores de la vida pública; Zona caliente, donde aparecen capturas de películas o series donde haya algún tipo de desnudo. Los híbridos de Carlos, en la que Carlos Areces combina dos títulos de películas para hacer la caricatura de un hipotético póster, Los mil rostros de… se pueden ver los cambios de aspecto de actores y actrices en papeles donde han sido caracterizados; Quiz, cuestionario destinado a los más cinéfilos donde se hace una pregunta con 5 respuestas posibles, Cocktail de famosos, al más puro estilo cotilleo repasa las aventuras y desventuras de la vida privada de actores y actrices y por último el longevo Consultorio de Mr Belvedere, donde un crítico (anónimo) contesta las cartas de los lectores sobre los estrenos del mes o cualquier cuestión cinematográfica. Las nuevas tecnologías también han llegado a la revista incorporando los tweets más destacados de gente de cine.

### News Nacionales
Cuenta todo lo que está ocurriendo en el panorama cinematográfico español con entrevistas, pequeñas noticias y reportajes vinculados a él.

### News Internacionales
Al estilo que las nacionales, en esta ocasión también incorpora los números de la taquilla en USA y la sección The End, en homenaje a las estrellas internacionales fallecidas.
El peso central de la revista lo ocupan reportajes relacionados con los estrenos del mes que a veces van acompañados de entrevistas a los actores y actrices de las mismas.

### Cine en casa
Se encarga de comentar los estrenos en DVD y Blu-ray del mes así como de las plataformas digitales. Esta misma sección también dedica espacio a pequeñas críticas de bandas sonoras, libros e incluso videojuegos. Dentro de esta sección el apartado Todo de Tele se encarga de hablar de series internacionales y nacionales y también se puede leer la sección El cazador de imágenes en la que Ramón Colom comenta sobre algo relacionado con el mundo de la televisión.

### Fotogramas Flashback
Un repaso a los contenidos de un número determinado de la publicación, por lo general relacionado con sus primeros años de vida.

## Equipo
- Director: Toni Ulled Nadal.
- Redactores Jefe: Paula Ponga (Madrid) & Pere Vall (Barcelona).
- Redacción: Philipp Engel, Àlex Montoya, Roger Salvans.
- Directora de Arte: Montserrat Planas.
- Jefe de Departamento: Vicenç Autonell, Carolina Rodríguez.
- Fotogramas.es: Carlos Alonso, Álex Gil.
- Colaboradores habituales: Gerard Alonso i Cassadó, Dario Adanti, Anacronic, Carlos Areces, Mr. Belvedere,  Ramón Colom Esmetges, Jordi Costa, Fausto Fernández, Desirée de Fez,  Ignacio Montalvo, Jaume Figueras, Boris Izaguirre Cándido Mirón, Sergi Pàmies, Juan Pando.
- Corresponsales: Maria Bernal (Los Ángeles), Jonathan Crocker (Londres), Karl Rozemeyer (Nueva York), Joe Utichi (Londres), Álex Vicente (París), James White (Los Ángeles).
- Crítica: Ricardo Aldarondo, Jordi Batlle, David Broc, Noel Ceballos, Jordi Costa, Fausto Fernández, Desirée de Fez, Jesús Palacios, Joan Pons, Sergi Sánchez, Mirito Torreiro, Antonio Trashorras, Pere Vall, Núria Vidal, Manu Yánez Murillo.

## Promedio tirada y difusión (OJD)
Esta es la tirada y difusión de la revista, según datos de la OJD.
| Periodo                           | Tirada    | Difusión  |
| --------------------------------- | --------- | --------- |
| Enero de 2010 / diciembre de 2010 | 1.926.650 | 1.102.271 |
| Julio de 2010 / junio de 2011     | 1.819.300 | 1.025.018 |
| Enero de 2011 / diciembre de 2011 | 1.632.300 | 964.379   |
| Enero de 2012 / diciembre de 2012 | 1.625.57  | 923.485   |
| Enero de 2013 / diciembre de 2013 | 1.248.720 | 739.804   |

Fotogramas es la revista de cine más vendida y leída en España.

## Premios
Premios Sant Jordi de Cinematografía
| Año  | Categoría                  | Resultado |
| 2007 | Premio especial del jurado | Ganadora  |